# An der See
An der See ist eine US-amerikanische Filmkomödie aus dem Jahr 1915 von und mit Charlie Chaplin.

## Handlung
Der Kurzfilm macht sich vor allem über sexuelle Rivalität unter Männern lustig. Außerdem belächelt er die Gewohnheit, den steifen Hut (Bowler) auf dem Revers mittels einer kleinen Kette zu befestigen. An dem windigen Strand, an dem er verweilt, ist dies für den Tramp (Charlie Chaplin) eine fast unlösbare Aufgabe. Hinzu kommt alsbald auch eine hübsche Frau mit ihrem Ehemann, der vergleichbare Probleme hat. Sie und ihr Gatte wollen eine Pause auf einer Parkbank an der See machen. Und Charlie nimmt jede Gelegenheit wahr, sich der Schönen zu nähern, während ihr Mann seinem Bowler nachläuft. Doch nur so lange, bis der Wind den Tramp selbst wieder fortzieht. Und so geht es immer wieder hin und her, bis die beiden Männer, zudem bald ein dritter, in einen handfesten Schlagabtausch geraten.